# Dirck Mullem
Dirck Heynricxzoon de Raeff van Mullem (auch Dierick Mullem, Dierc Mulm; * vor 1550 am Niederrhein, vielleicht in Mülheim; † um 1604 in Vianen) war ein Buchdrucker und Verleger, der bis etwa 1570 in Wesel, seit etwa 1573 und wieder ab 1587/89 in Rotterdam und von 1583 bis 1587 in Vianen wirkte.

## Leben
Die Familie van Mullem stammte aus Mülheim (im örtlichen niederfränkischen Dialekt: Mölm) an der Ruhr. Dirck Mullem wurde „in den lande van Cleeff“ (Landesteil Kleve der Vereinigten Herzogtümer Jülich-Kleve-Berg) geboren. „Land van Cleeff“, das in einem Rotterdamer Verhörprotokoll von 1583 als Herkunftsangabe festgehalten wurde, kann auch für die Vereinigten Herzogtümer insgesamt stehen, deren gemeinsame Residenz sich in Kleve befand. Dann wäre – das ursprünglich bergische – Mülheim als der Geburtsort von Dirck de Raeff aus Mullem zu verstehen. Sein Vater hieß Heinrich. Der Beiname „de Raeff“ (mit Dehnungs-e = niederfränkisch „Raav“, „Raw“ u. ä.) bedeutet „Rabe“.

### Wesel
1569 arbeitete „Dierik Mullem“ als Drucker in Wesel, wo er in die Offizin von Pieter Overd’hage (* 1520; † 1604) eintrat, die dieser seinerseits von Jodocus Lambrecht (* um 1481; † um 1556/57) übernommen hatte. Mullems erste bekannte Drucke sind Werke des Mystikers Mathijs Wier († 1560), der am Druckort Wesel gelebt hatte.

### Verbindungen nach Emden
Dirck Mullem verfügte später über gute Kontakte nach Emden, druckte dort veröffentlichte Werke nach und verwendete Druckermarken dortiger Buchdrucker. Es spricht dafür, dass er seinem Mentor Pieter Overd’hage nach Emden gefolgt ist und Anfang der 1570er Jahre dort kurzzeitig in der Offizin Gailliart gearbeitet hat, die vom Emder reformierten Kirchenrat spiritualistischer, zwinglianischer oder täuferischer Neigungen verdächtigt wurde. Seine in Vianen gedruckte Ausgabe von t’Wonderboeck des David Joris ließ Mullem 1583/84 von einem Emder Kaufmann vertreiben.

### Antwerpen und Rotterdam
Um 1570 wurde Dierck Mullems Sohn Jacob offenbar in Antwerpen geboren. Seit etwa 1573 war Mullem der erste dauerhaft in Rotterdam tätige Drucker (bouckprinter). Er druckte unter anderem niederdeutsche Ausgaben der Nachfolge Christi des Thomas von Kempen († 1471), des Neuen Testaments und der Bibel in duyts von Jacob van Liesvelt bzw. des Mennoniten Nikolaes Biestkens d. Ä. († 1562), des Heidelberger Katechismus und ein Liedboeck des Hans de Ries oder Werke von Pieter Overd’hage (zweisprachig Flämisch-Französisch), Johannes Saliger und Noël de Berlaymont († 1530).

### Konspiration des Cornelis de Hooghe
1583 wurde in s’Gravenhage der Kupferstecher Cornelis de Hooghe (Cornelius Hogius) (1541–1583) wegen Konspiration für Spanien gegen Wilhelm I. von Oranien und die Generalstaaten als Landesverräter enthauptet und gevierteilt. In Rotterdam wurde Dirk Mullem in diesem Zusammenhang verhaftet und der Mitwirkung an der Verschwörung beschuldigt. Cornelis de Hooghe wollte 4000 Exemplare einer Schrift Hoognoodig Advertissement drucken und 600 von ihm selbst als „Cornelis van Ostenrijk, bastaard van den Keiser Kaerle de Vijfde“ unterzeichnete Flugblätter an die führenden Repräsentanten aller Städte verteilen lassen. Dirck Mullem hatte sich zwar geweigert, die aufrührerischen Pamphlete – deren Inhalt ihm angeblich unbekannt geblieben war – zu drucken, aber den Magistrat der Stadt nicht informiert. Nach alternativen Druckorten gefragt, hatte er auf den Tod des Druckers in Emden (gemeint ist wohl Willem Gailliart) hingewiesen und bezweifelt, dass jemand in Rees (dort arbeitete Derick Wylick van Xanten) den brisanten Auftrag übernehmen würde. Mullem, der aus dem Gefängnis Eingaben an die Generalstaaten und Wilhelm I. gerichtet hatte, wurde wegen Mitwisserschaft für sechs Jahre aus Holland ausgewiesen.

### Viannen
Von 1583 bis 1587 war Mullem im Exil in der Stadt Vianen tätig, die in einer reichsfreien Herrschaft der Grafen von Brederode in der Nähe von Utrecht lag. Dirck Mullem trat hier besonders als Verleger der mystisch-spiritualistisch, täuferisch (mennonitisch) oder unitarisch gesinnten Dissidenten Mathijs Wier, David Joris, Caspar Jansz. Coolhaes (1536–1615), Hermann Herbertsz. (1540–1607) und Erasmus Johannis hervor. Zur Tarnung versah er manche Druckausgaben – wie z. B. eine von dem Emder Kaufmann und Schiffer Hendrick Jacobsz. 1582 bestellte und finanzierte Neuauflage von t’Wonderboeck des David Joris († 1556) – mit der falschen Datumsangabe „1551“. In Vianen besaß Mullem darüber hinaus eine Brauerei.

### Letzte Jahre
1587/89 kehrte Dirck Mullem nach Rotterdam zurück, wo er seine Druckerei opt steygher (= Steiger an der Hoogstraat) aen de Coorn-marct in den Engel (= Hausname) betrieb, den er am 24. Mai 1581 erworben hatte. Aus Vorsicht datierte er jetzt manche seiner Druckwerke in die Zeit des Exils in Vianen zurück. Zu seinen letzten Drucken gehörten ein Werk über die Kalenderreform von 1582, David Joris: Handt boecxken, eine Liesvelt-Bibel (1593), Rederijkers-Gedichte des calvinistischen Exulanten Jeronimus van der Voort (* um 1535; † nach 1597) aus Lier oder Gedichte von Henrick Aerts van Boxtel und Jan van der Noot und Novellen von Johannes Balde. In der Rotterdamer Hoogstraat wohnte 1589 sein Sohn – vielleicht aus einer ersten Ehe – „Jacob Diericksen Mullener j.g. (= Jonggezell) van Antwerpen“, der „Janneken Therts woonende tot Viaenen“, heiratete. 1601 war Dirck Mullem verheiratet mit Elisabeth Hendriksdr. de Jonge aus Vianen.
Um 1598/99 gab Mullem die Druckerei auf. 1603 überschrieb er ein Haus am Steiger an seinen Sohn Daniel van Mulhem und kehrte nach Vianen zurück. Am 1. Juli 1604 ging der „roode Engel“ aus dem Besitz van Daniel van Mulhem über an „Gillis Pieters bouckvercooper“.

## Druckermarken
Die Druckermarke Mullems zeigt in einem Oval eine Lilie umringt von Dornenzweigen. Um das Oval läuft die Devise „Gelijck een lelie onder de doornen • So is mijn Vriendinne onder de dochteren • Cant. 2“ = „Wie eine Lilie unter Disteln • so ist meine Freundin unter den Töchtern • Hld. 2,2 “. Diese Druckermarke „Lilie unter den Dornen“ wurde auch von Johann Gailliart (* um 1507; † 1574) in Emden verwendet, der sie von Nicolaes Biskens d. Ä. oder seinem Mitarbeiter Lenaert der Kinderen († nach 1572) übernommen hatte.

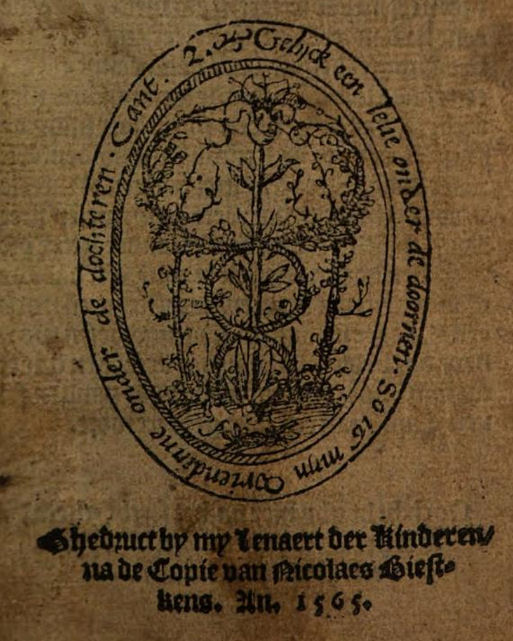
Druckermarke von Lenaert der Kinderen, 1565
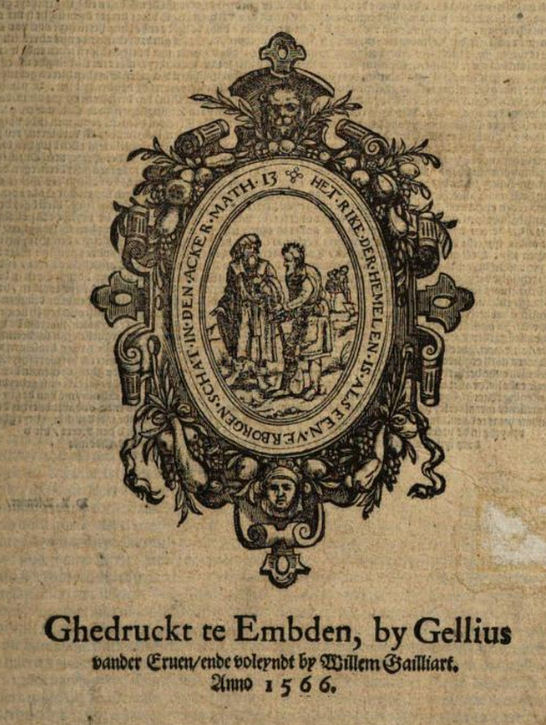
Druckermarke von † Gillis van der Erven und Willem Gailliart, 1566
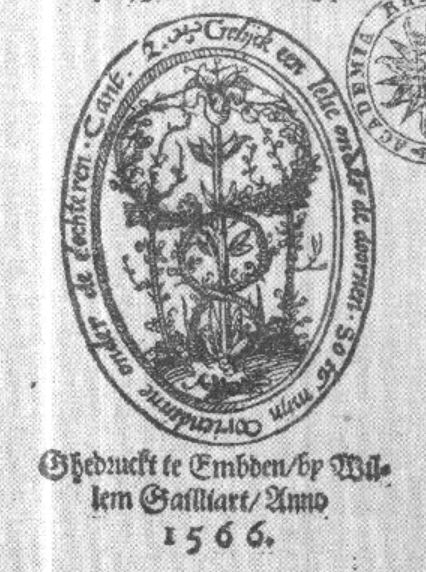
Druckermarke von Willem Gailliart, 1566
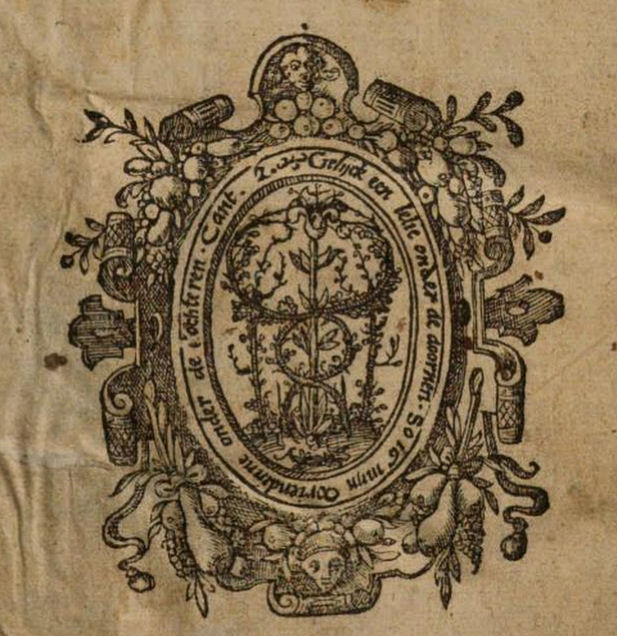
Druckermarke von Dirck Mullem, 1593
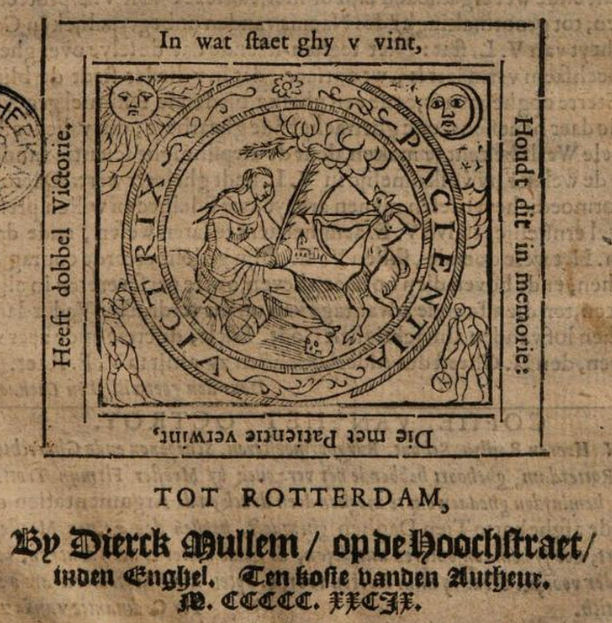
Druckermarke von Dirck Mullem, 1589

In manchen Drucken verwendete Mullem auch die Druckermarke „sat quercus“ bzw. „ἅλις δρυός, hális dryós“ (= „genug von der Eiche; gemeint: genug vom (altgläubigen) Baum“) von Pieter Overd’hage bzw. Jodocus Lambrecht, wobei er die bildliche Darstellung des Kruzifixes durch den Schriftzug „Die gecruyste Christus“ ersetzte und um das Motto „Cessent solita, dum meliora“, französisch „Cesse le vieux, s’il apert mieux“ (= Das Gewohnte mag enden, sobald es Besseres gibt), niederländisch „Das oude sal wijcken, Als beter can blijcken“ erweiterte, das er von Lambrecht übernommen hatte und das 1568 auch von der Witwe von „Figuersnijder“ und „gesworen boeckprenter der Keyserlichen Majesteyt“ Jan Ewoutsz. († 1564) geführt wurde.

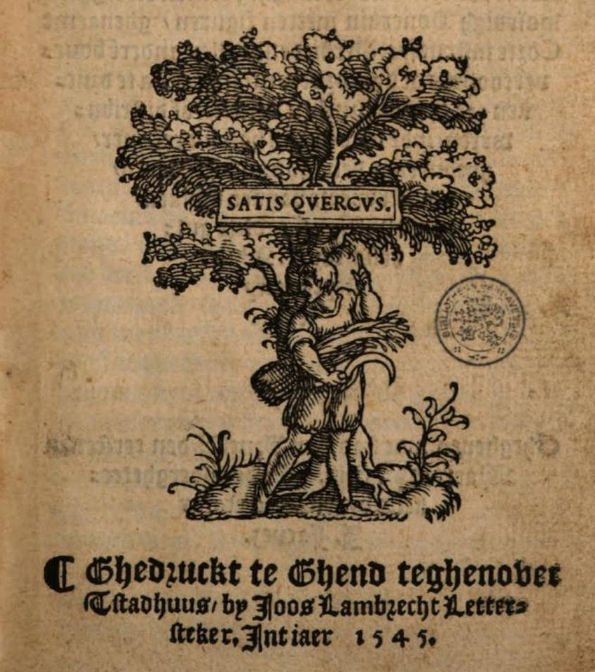
Druckermarke von Jodocus Lambrecht, 1545
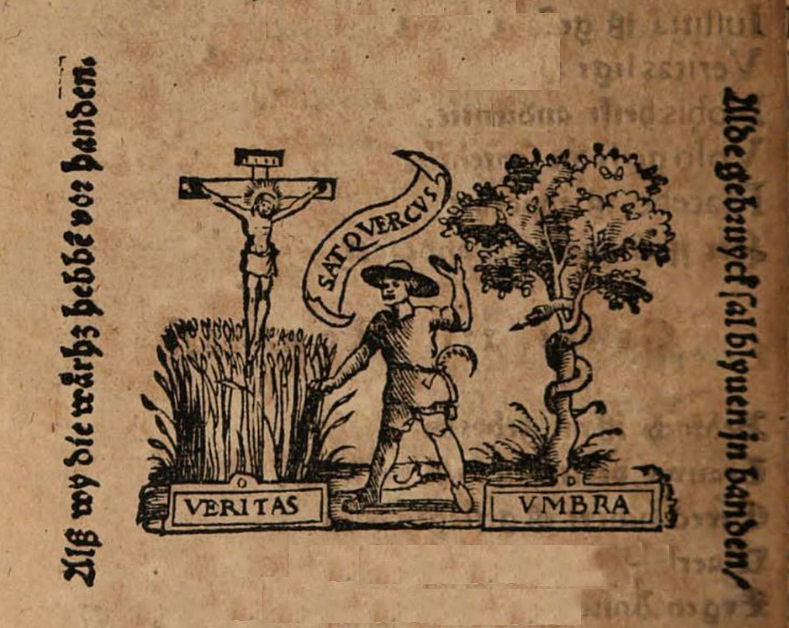
Druckermarke von Pieter Overd’hage de Zuttere, 1563
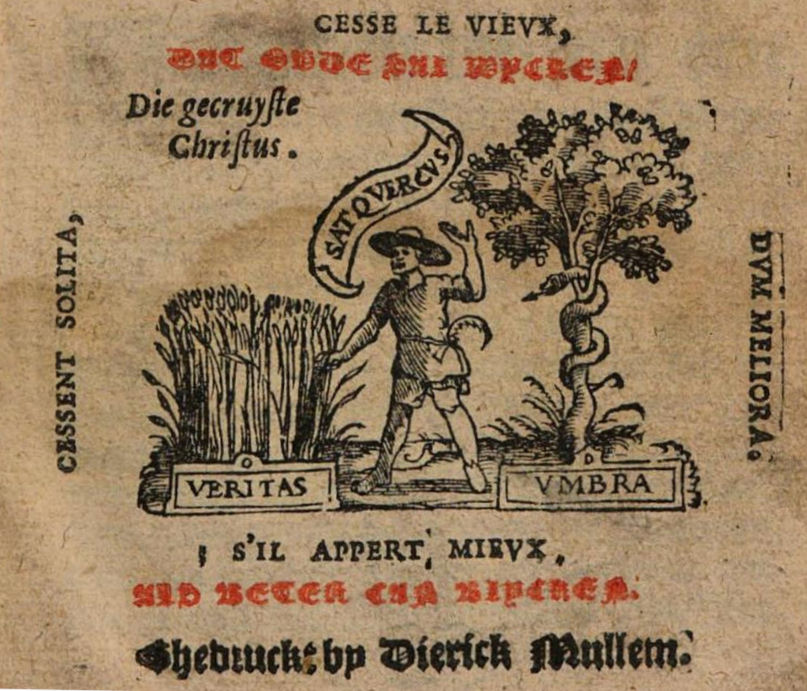
Druckermarke von Dirck Mullem, 1584